# 日本马克思主义学生同盟
日本馬克思主義學生同盟（日语：／）是隸屬於革命的共產主義者同盟全國委員會（黑田·本多派，1959年成立）的學生組織， 簡稱馬學同。 
1963年，隨著革共同全國委分裂為本多派（中核派）和黑田派（革馬派），馬學同也随之分裂為馬學同中核派和馬學同革馬派。

## 历史
1960年4月，安保鬥爭最激烈的時候，它為了对抗共産主義者同盟的學生組織社学同而成立。 當時，马克思主义学生同盟批評日本共產黨是“右翼的”、而共产主义者同盟為“極左”的，並試圖获得中间势力的支持。 安保鬥爭失败後，許多放棄已经陷入瘫痪的共盟的積極分子加入了马学同，使得马学同迅速擴大了影響力，並接管了全學聯的領導權。
1961年7月，在第17次全學聯大会上，民青和反马学盟势力（社学同諸派、革共同关西派、社青同等）聯合成立的旨在奪回主導權的「鹤屋联合」遭到暴力驱逐，全学联被置於马学同的伞下。
1963年2月，以革共同全国委员会议长黑田寬一為首的革命的馬克思主義派分裂了出來，大多數學生活动家站在了革马派一邊，并成立了“日本馬克思主義学生同盟·革命的马克思主义派”（马学同革马派）。 只有少數學生加入了本多延加總書記的派系，該派系是指导部的多数派，他們也組建了一個學生組織，名為「日本馬克思主義學生同盟·中核派（马学同中核派）。後來中核派的勢力不斷擴大，“中核派”開始被用来称呼整個本多派，無論是自称还是他称。

## 关于内讧的争论
在1961年7月舉行的第十七次全學聯大會上，馬學同排除了反馬學同勢力「つるや聯合」（社學同諸派、革共同關西派、社青同），在全學聯中確立了領導地位。 馬學同在日本新左派歷史上首次使用武鬥棒消滅了つるや聯合反對派，但這有時被認為是內部競爭升級的原因，以至後來發生了可怕的相互殘殺。
內部競爭加劇的責任後來成為中核派和革馬派之間爭論的焦點。 中核派以革馬派搞分裂為由，指責革馬派挑起了內訌；革馬派則以當時指揮馬學同的是中核派的清水丈夫為由，指責中核派搞內訌。